# 16/50 1997〜1999
『16/50 1997〜1999』は、日本のロックバンドSUPERCARのベストアルバム。2003年2月14日、キューンレコードより発売。

## 概要
- 初のベストアルバム。シングル「RECREATION」と同時発売された。
- 本作はデビューから1999年までに発表された全楽曲の中から、ファン投票で選ばれた人気曲で構成された。曲順も年代順に収録されている。
- 全曲リマスタリングが施されている。
- 初回特典として、貴重な写真が満載のフォトブックレット付き。

## 収録曲
| 全作詞: 石渡淳治、全作曲: 中村弘二、全編曲: SUPERCAR。 |                           |          |            |      |
| #                                                      | タイトル                  | 作詞     | 作曲・編曲 | 時間 |
| 1.                                                     | 「cream soda」            | 石渡淳治 | 中村弘二   | 3:11 |
| 2.                                                     | 「Lucky」                 | 石渡淳治 | 中村弘二   | 4:16 |
| 3.                                                     | 「PLANET」                | 石渡淳治 | 中村弘二   | 5:22 |
| 4.                                                     | 「DRIVE」                 | 石渡淳治 | 中村弘二   | 3:34 |
| 5.                                                     | 「Hello」                 | 石渡淳治 | 中村弘二   | 3:38 |
| 6.                                                     | 「TRIP SKY」              | 石渡淳治 | 中村弘二   | 6:29 |
| 7.                                                     | 「Sunday People」         | 石渡淳治 | 中村弘二   | 5:18 |
| 8.                                                     | 「My Girl」               | 石渡淳治 | 中村弘二   | 3:56 |
| 9.                                                     | 「Jump」                  | 石渡淳治 | 中村弘二   | 3:51 |
| 10.                                                    | 「Love Eorever」          | 石渡淳治 | 中村弘二   | 4:08 |
| 11.                                                    | 「Low-down (Live Scene)」 | 石渡淳治 | 中村弘二   | 4:31 |
| 12.                                                    | 「Sun Rider」             | 石渡淳治 | 中村弘二   | 4:09 |
| 13.                                                    | 「Flicker」               | 石渡淳治 | 中村弘二   | 3:07 |
| 14.                                                    | 「Summer Tune」           | 石渡淳治 | 中村弘二   | 4:44 |
| 15.                                                    | 「Dive」                  | 石渡淳治 | 中村弘二   | 3:41 |
| 16.                                                    | 「BE」                    | 石渡淳治 | 中村弘二   | 5:26 |
| 合計時間:                                              | 合計時間:                 | 69:21    |            |      |

### 楽曲解説
「cream soda」
デビューシングル。1stアルバム『スリーアウトチェンジ』収録。
「Lucky」
2ndシングル。1stアルバム『スリーアウトチェンジ』収録。
「PLANET」
3rdシングル。1stアルバム『スリーアウトチェンジ』収録。
「DRIVE」
4thシングル。1stアルバム『スリーアウトチェンジ』収録。
「Hello」
1stアルバム『スリーアウトチェンジ』収録。
「TRIP SKY」
1stアルバム『スリーアウトチェンジ』収録。
オリジナルでは約13分にも及ぶ楽曲であるが、本作ではアウトロがフェードアウトするよう短く編集された。
「Sunday People」
5thシングル。2ndアルバム『JUMP UP』収録。
「My Girl」
6thシングル。2ndアルバム『JUMP UP』収録。
「Jump」
2ndアルバム『JUMP UP』収録。
「Love Forever」
7thシングル。2ndアルバム『JUMP UP』収録。
「Low-down (Live Scene)」
2ndアルバム『JUMP UP』収録。
「Sun Rider」
企画アルバム『OOKeah!!』収録。
「Flicker」
企画アルバム『OOkeah!!』収録。
「Summer Tune」
企画アルバム『OOkeah!!』収録。
「Dive」
企画アルバム『OOkeah!!』収録。
「BE」
企画アルバム『OOYeah!!』収録。同アルバムからの選曲はこの曲のみ。

## 参加ミュージシャン
- 中村弘二：Guitar, Synthesizer, Effects, Vocal, Chorus, All Music
- 石渡淳治：Guitar, All Words
- フルカワミキ：Bass, Chorus
- 田沢公大：Drums, Percussion